# Alma
Alma je žensko osebno ime

## Različice imena
Almica, Almina, Alminka, Almira, Almirka, Elma
Ime Alma je znano v angleškem, nemškem, hrvaškem, italijanskem, španskem, češkem, slovaškem, poljskem, madžarskem in srbskem jeziku.

## Izvor imena
Ime Alma najpogosteje razlagajo iz latinskega imena Alma, to pa iz latinskega pridevnika alma »rdeča, rodovitna, mila«. Ime Alma imajo pogosto tudi muslimanke v Bosni. To ime razlagajo iz turške besede  alma (elma), ki pomeni »jabolko«.

## Pogostost imena
V Sloveniji je bilo po podatkih iz knjige Leksikon imen Janeza Kebra leta 1994 707 nosilk tega imena.Ostale različice imena, ki so bile v uporabi: Almina (15), Elma (52).
Po podatkih Statističnega urada Republike Slovenije je bilo na dan 31. decembra 2007 v Sloveniji število ženskih oseb z imenom Alma: 858. Med vsemi ženskimi imeni pa je ime Alma po pogostosti uporabe uvrščeno na 196 mesto.

## Osebni praznik
V koledarju je Alma pridružena k Amaliji, ki god praznuje:  10. julija (redovnica) ali pa  12. decembera (mučenka).

## Znane osebe
- Alma Karlin, slovenska pisateljica
- Alma Merklin, pevka

## Zanimivost
Latinski pridevnik alma je na Slovenskem znan v izrazu álma máter, ki pomeni »mati rednica«; staro ime za univerze.